# Baureihe 230
Baureihe 230 - lokomotywa elektryczna wyprodukowana w 1991 roku dla Kolei Wschodnioniemieckiej. Wyprodukowanych zostało dwadzieścia elektrowozów. Elektrowozy zostały wyprodukowane do prowadzenia międzynarodowych pociągów ekspresowych kursujących po zelektryfikowanych liniach kolejowych do Czechosłowacji.